# Linda Motlhalo
Linda Maserame Motlhalo (Brandvlei, 1º luglio 1998) è una calciatrice sudafricana, centrocampista del Glasgow City e della nazionale sudafricana, con la quale ha vinto la Coppa delle nazioni africane 2022.

## Biografia
Linda Motlhalo nasce a Badirile, nei pressi di Brandvlei, a Randfontein, nella provincia del Gauteng, il 7 gennaio 1998, ereditando dalla famiglia la passione per il calcio; il padre Johannes ha tentato; senza riuscirci, di diventare un giocatore professionista, mentre  tra il 1970 e il 1985 il fratello Joseph ha vestito, nel ruolo di portiere, la maglia del Kaizer Chiefs.
Motlhalo ha frequentato la TuksSport High School, durante la quale ha fatto parte del South African High Performance Centre di Pretoria.

## Carriera

### Nazionale
Motlhalo inizia a essere convocata dalla Federcalcio sudafricana (SAFA) dal 2015, inserita in rosa con la formazione Under-20 mentre frequentava l'High Performance Centre nel ruolo di attaccante, disputando in quello stesso anno gli incontri di qualificazione alla Coppa delle nazioni africane femminile Under-20.
Sempre di quell'anno è la prima chiamata in nazionale maggiore da parte della selezionatrice Vera Pauw, convocata per sostituire in rosa l'infortunata Thembi Kgatlana dall’ottobre 2015, tuttavia per il suo primo impiego deve attendere il 29 marzo 2016 debuttando contro il Camerun e segnando in quell'occasione anche uno dei gol dell'incontro terminato 2-2.
Da allora Motlhalo continua a essere convocata con sempre maggiore regolarità da parte della ct Pauw, che la chiama in occasione delle Olimpiadi di Rio 2016, e anche dopo l'avvicendamento con Desiree Ellis alla guida della nazionale, che la chiama sia per le due coppe delle nazioni africane di Camerun 2016 (quarto posto) e Ghana 2018, dove la sua nazionale deve lasciare il titolo alla Nigeria solo dopo i tiri di rigore nella finale del 1º dicembre 2018 all'Ohene Djan Stadium di Accra.
Dopo averne testato il grado di preparazione in alcune amichevoli, Ellis decide di inserirla nella lista delle 23 calciatrici convocate per il Mondiale di Francia 2019 comunicata il 17 maggio 2019. Il ct sudafricano la impiega in due dei tre incontri disputati dalla sua nazionale, la quale, inserita nel gruppo B con Cina, Germania e Spagna, subisce la superiorità tecnica delle avversarie perdendo tutte le partite e venendo di conseguenza eliminata già alla fase a gironi.
Nell'estate del 2022 ha vinto con la nazionale sudafricana la Coppa d'Africa, battendo in finale il Marocco per 2-1.

## Palmarès

### Club
- Campionato scozzese: 1

Glasgow City: 2022-2023

### Nazionale
- Coppa delle nazioni africane femminile: 1

2022
- Aisha Buhari Cup: 1

2021